# Успение Богородично (Брод)
Вижте пояснителната страница за други значения на Успение Богородично.
„Успение на Пресвета Богородица“ или „Света Богородица“ (на македонска литературна норма: „Успение на Пресвета Богородица“, „Света Богородица“) е възрожденска църква в поречкото градче Брод (Македонски Брод), Северна Македония. Църквата е главна църква на Бродското архиерейско наместничество на Дебърско-Кичевската епархия на Македонската православна църква – Охридска архиепископия.
Църквата „Света Богородица Епискепсис“ в Брод се споменава като метох на Виргинския манастир „Свети Георги“ и в трите му грамоти - на император Роман III Аргир (1028-1034), Виргинската грамота на цар Константин Асен (1257-1277) и тази на крал Стефан II Милутин в 1300 година. През средновековния период тя става собствено владение.
Църквата е обновена в 1872 година. Иконостасът и иконите са дело на зографите Николай Михайлов, Кръстьо Николов и Станко Мияк от Крушево и са изработени в периода от 1883 до 1885 година. В 1900 година Коста Николов от Лазарополе участва в изписването ѝ. Частично е изписана в 1988 година от зографите Йован и Гоце Милески.
- Горната част на иконостаса
- Стенопис на Христос Вседържител от Константин Николов, 1900 г.
- Проскинитарий
- Църквата от североизток